# Bahah (pokrajina)
Bahah (arapski: الباحة) -pokrajina u Saudijskoj Arabiji. Nalazi se na jugu zemlje, u blizini Meke. Ima površinu od 15.000 km ², broj stanovnika iznosi 459,200 (1999.). Glavni grad je Bahah.
Pokrajina Bahah ima sedam distrikta. Najveći gradovi su: Bahah, Balgorashi, Almandaq, Almikhwah i Alaqeeq. Balgorashi je poznat po tradicionalnoj tržnici, koja postoji od davnina. Otvara se oko 5 sati po lokalnom vremenu, nakon molitve. Zatvara se oko podneva. Ljudi dolaze iz raznih krajeva kupiti i prodati ručno izrađenu robu. 
Najveći grad Bahah, koji se zove kao i pokrajina, nalazi se na sjeverozapadu pokrajine. Krajolik pokrajine čine planine, pustinje, brežuljci i doline. Pokrajina se nalazi na području planinskog lanca Hedžaz. 